# Станіслав Довойна
Станіслав Довойна (пол. Stanisław Dowojno, лит. Stanislovas Davaina) (? — 1573) — державний і військовий діяч Великого князівства Литовського, полоцький воєвода.

## Біографія
Станіслав Довойна був сином мерецького старости Станіслава Якуба Довойни і Софії Немирович.
Належав до шляхетського ролу Довойна гербу Шеліга.
У молодості служив у київського воєводи Андрія Немировича. Брав участь у боротьбі проти татар та Московського царства. У 1528 році став коморником королеви Бони Сфорци, у 1530 році — королівським дворянином Сигізмунда II Августа.
Від Андрія Немировича отримав земельні ділянки, розбагатів і у 1539 році виставляв зі своїх земель 96 кіннотників.
24 травня 1542 року Станіслав Довойна призначений полоцьким воєводою. Він старанно виконував обов'язки воєводи, слідкував за обороноздатністю міста, побудував новий мур з Великим та Заполоцьким посадами, збільшив кінну залогу замку. Дбав про господарський розвиток Полоцької землі, сприяв переходу залужених людей у стан шляхти.
У 1553 році Станіслав Довойна був керівником посольства Великого князівства Литовського до Москви, яке запропонувало перемир'я між обома державами ще на 2 роки.

### Оборона Полоцька
Під час Лівонської війни у 1563 році 65-тисячне військо Івана IV Грозного підійшло до міста та обложило його.
Станіслав Довойна керував двотижневою обороною. Сили оборонців були занадто малими, до того ж, Станіслав Довойна здійснив декілька тактичних помилок. Тому, не дочекавшись підмоги, місів здати місто московському царю.

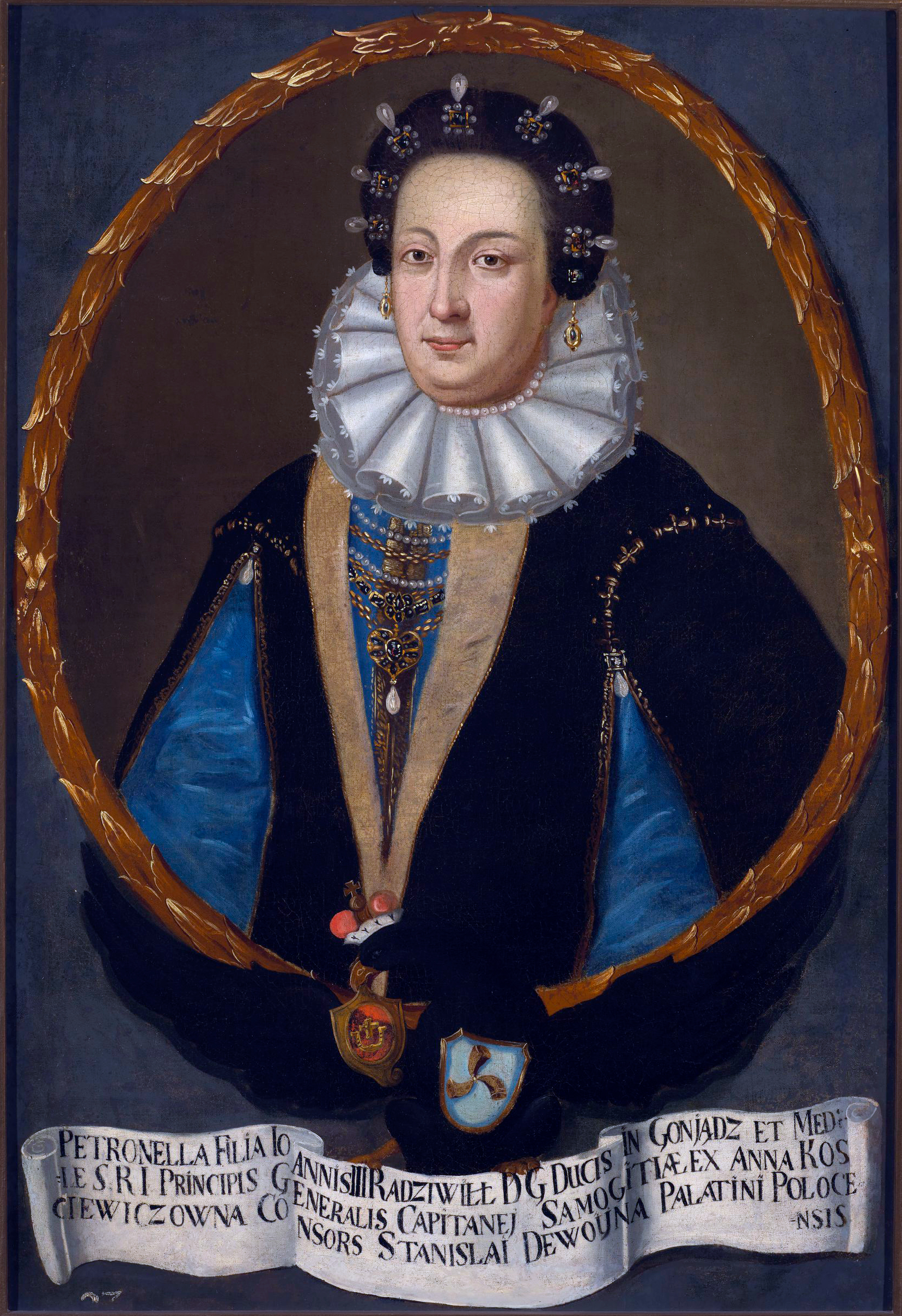
Петронілла Довойна

Станіслав Довойна був взятий у полон і разом з дружиною Петроніллою (дочкою жмудського старости Яна Радзивілла ) був висланий у Москву. У полоні його дружина померла.
Станіслав Довойна повернувся у Литву в 1567 році завдяки зусиллям Сигізмунда II Августа. Решту життя не брав активної участі у діяльності держави, функції воєводи виконував номінально.
у 1568 році одружився з Доротою Костевич, дочкою Вацлава Костевича та вдовою князя Ярослава Головчинського. Після її смерті у 1572 році одружився з Барбарою Соломерецькою, вдовою Костянтина Ходкевича.
У трьох шлюбах дітей не мав.
у 1569 році брав участь в роботі Люблінського сейму. У 1573 році брав участь у виборах короля Генріха III, і незабаром помер.